# Креативни директор
Креативни директор је одговоран за физички, визуелни изглед филма - сценографију, костим, реквизиту, шминку.... Тесно сарађује са редитељем, како би заједнички дошли до жељеног резултата. 